# ジェラール・テュルノエ

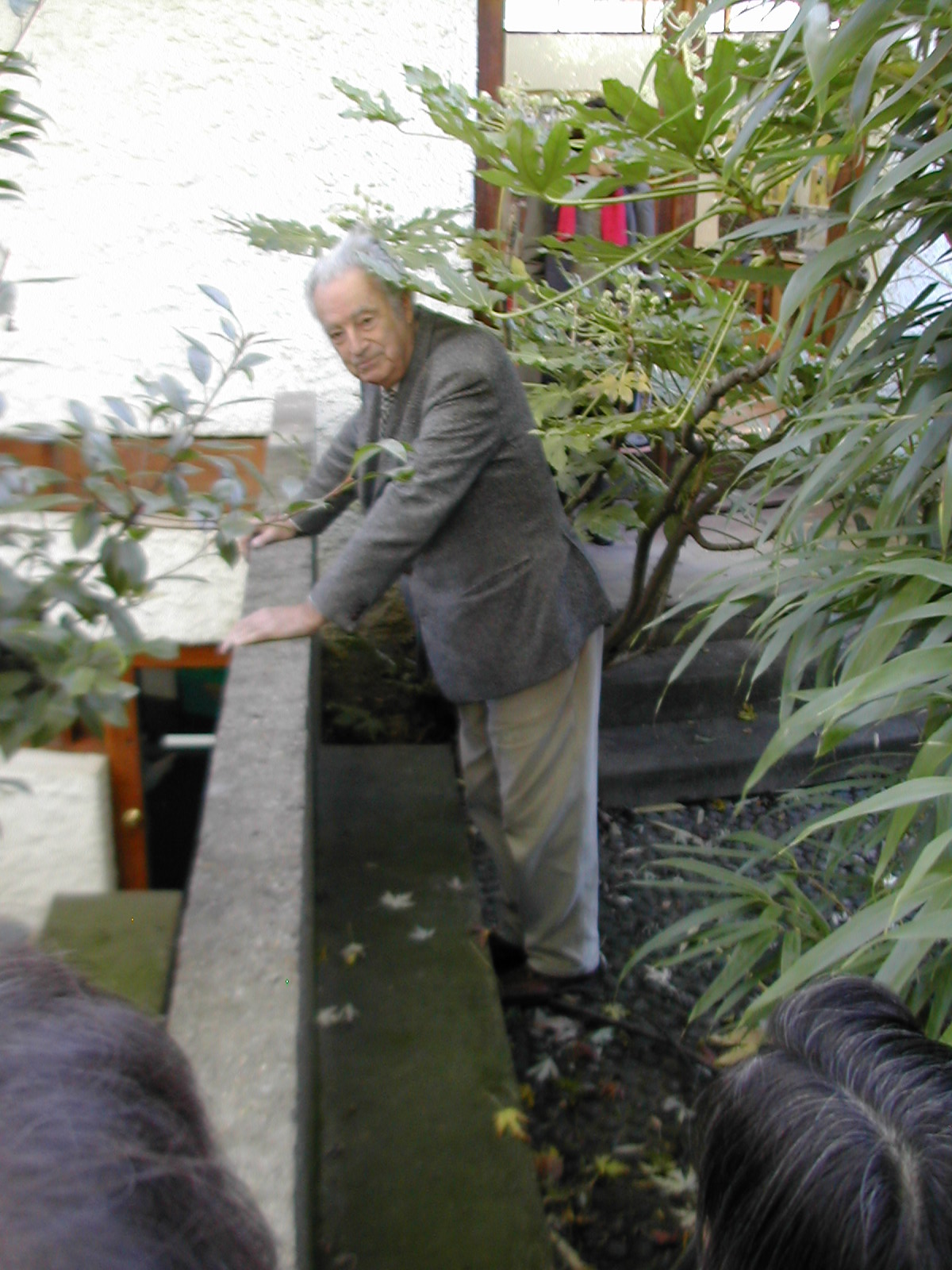
テュルノエ、クラマールにて

ジェラール・テュルノエ （Gérard Thurnauer、1926年9月24日 - 2014年12月22日）はフランスの都市計画家、建築家。1958年から1981年までアトリエ・ド・モンルージュのメンバー。

## アトリエ・ド・モンルージュ以後の建築家活動
1979年から単独での仕事を始めており、1989年から2001年まではアントワーヌ・エガランとの協働で、パリと周辺部における社会住宅と公共施設のいくつかのプログラム、そして特に、科学産業都市のまえのラ・ヴィレット・ノール(北）の1986年から1990年にかけての大プログラム（住宅、オフィス、ホテル、商業施設、広場）を実現する。海外県レユニオンのサン＝ドニ市でも施設を建設し、都市計画のエテュード（スタディー）にあらためて取り組む。
1984年からパリのラ・グート・ドール地区（18区）の修復・改修区域のプラン・ディレクトゥール（マスター・プラン）と全体の連絡調整を任じられ、1999年まで成功裏にこの責を担う。1991年に再訪するモロッコにおいては、アガディール市の北方における二万人宿泊可能な観光施設開発と人口一万人の小さな衛星都市の再構築を含む、タガズート湾の整備計画(2000年)を作成する。
エテュードと実現された作品はフランス内外の専門誌に多数掲載され、いくつかの建物は現代建築ガイドあるいは建築史家の著作においてよい位置で取り上げられる。
多くの設計競技の審査員をつとめており、1982年のテート・デファンス＝パリの設計競技ではヨハン・オットー・フォン・スプレッケルセンのグランダルシュの計画案を当選させるまで擁護し、現場監理責任者に関与する顧問建築家の役割を施工期間中(1986-1990年)に果たすことになる。
学生時代以来都市の諸問題に関心をもちつづけていたので、ジェラール・テュルノエはアソシアシオン75021の副会長をつとめ、同団体は約十五人の建築家たちに、大パリ計画＝グラン・プロジェについてのマニフェストを1989年に発表することを可能たらしめた。その批判的なポジションはさまざまな雑誌への論文掲載の機会においても注目された。シテにおける建築の座と社会的役割、建築の教育や文化との関係のために弛まず闘いつづけ、ジェラール・テュルノエは多くの国民的機関に参加した。芸術と建築のあいだの関係への配慮を怠らず、造形芸術国民センターの運営評議会の一員になった。